# Magnus IV di Svezia

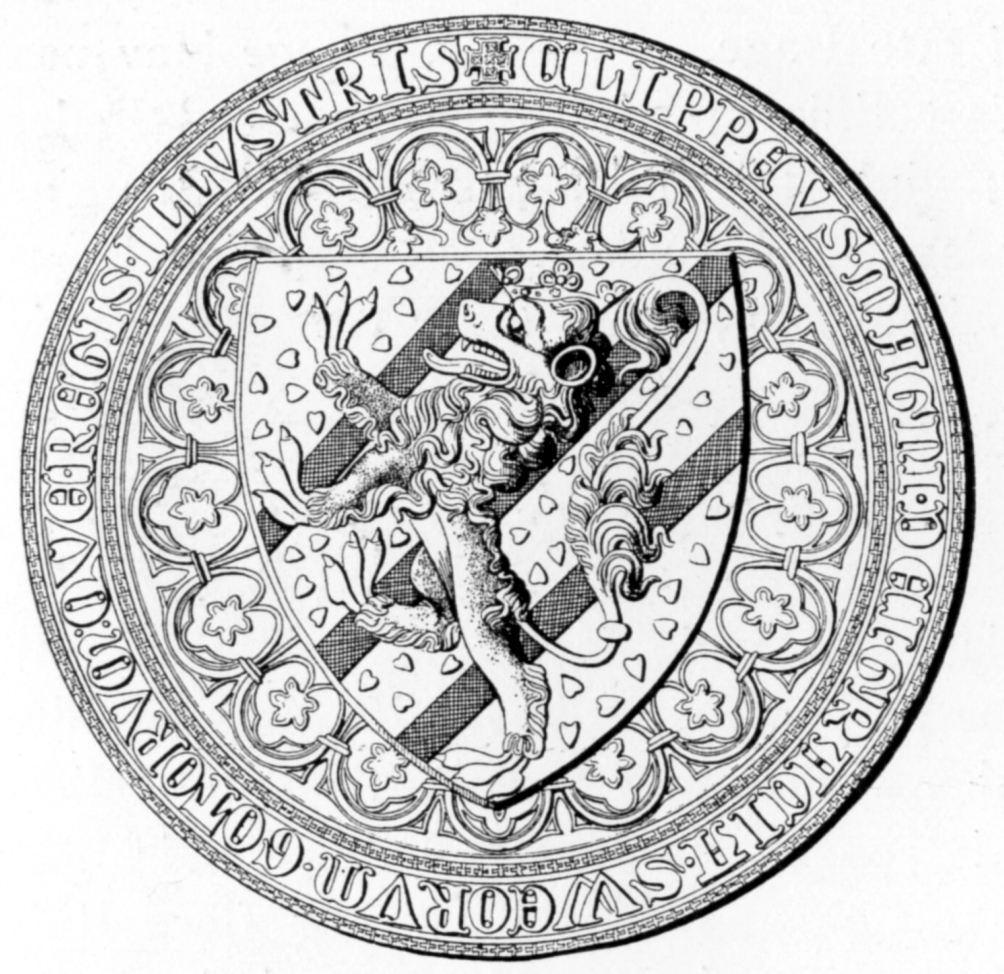
Rovescio del sigillo di Magnus Eriksson

Magnus IV Eriksson (aprile o maggio 1316 – Hordaland, 1º dicembre 1374) è stato  monarca del Regno di Svezia dal 1319 al 1364, re di Norvegia con il titolo di Magnus VII dal 1319 al 1343 e re di Skåne dal 1332 al 1360. Il suo regno è soprattutto ricordato per l'intensa attività legislativa e giuridica.

## Primi anni del regno
Magnus Eriksson, era figlio del duca Erik Magnusson di Södermanland e quindi nipote del re Magnus Ladulås. Sua madre era, invece, Ingeborg, figlia del re di Norvegia Haakon V. 
Magnus nacque ad aprile o a maggio del 1316 e alla tenera età di tre anni, morto il nonno materno, viene eletto Re di Norvegia. L'elezione fu confermata in un'assemblea di nobili da un trattato, conosciuto con il nome di Oslotraktaten (Trattato di Oslo del 1319) con il quale Magnus diventava re anche di Svezia.

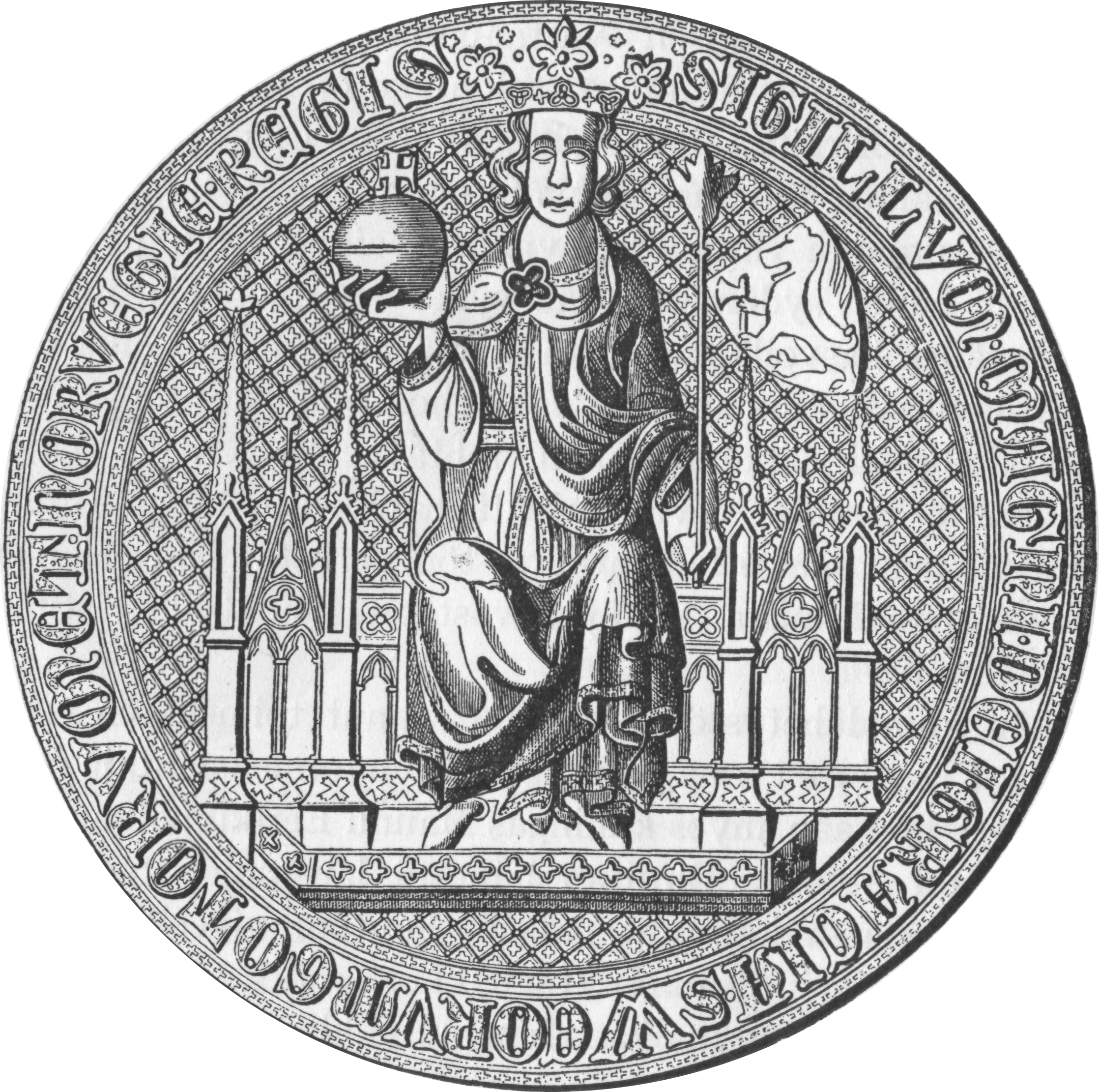
Dritto del sigillo di Magnus Eriksson

Per la prima fase del regno, fu la madre di Magnus, la duchessa Ingeborg ad esercitare una notevole influenza su entrambi i regni. Lei stessa era presente all'assemblea che portò al Trattato di Oslo. Quando, poi, Magnus diventò maggiorenne, la madre Ingeborg rimase una delle personalità più influenti del regno entrando di diritto nel riksrådet. Fu proprio nelle proprietà di Ingeborg (il castello di Axevalla e la Fortezza di Varberg) che Magnus nacque e fu educato durante il periodo di reggenza della madre. Ingeborg, non fu tuttavia sola nell'amministrare il Regno; suoi potenti collaboratori furono il marito e padre di Magnus (Erik Magnusson), l'amico e parente Kyren di Holstein e il re danese Canuto Porse.
La prima fase del regno non fu tuttavia priva di problemi. Ben presto sorsero malcontenti e rivolte: il siniscalco Mats Kettilmundsson fu costretto a lasciare la sua carica, sostituito dal lagman di Östergötland Knut Jonsson. In un'assemblea a Skara nel 1322 gli uomini più potenti del regno cercarono di ristabilire l'ordine e la pace promettendo di lasciarsi alle spalle vecchi rancori e pretese di potere e di non ostacolare l'operato della reggente Ingeborg. Non si raggiunse, nonostante gli sforzi fatti, un'approvazione unanime.
Per evitare un'ingerenza danese nella politica svedese, il consiglio del regno decise allora di mantenere ottime relazioni con il re di Danimarca Eric VI. Non fu, però, semplice in quanto la regina Ingeborg e la sua cerchia erano molto vicini ai nemici tedeschi di Danimarca e avevano addirittura stretto con questi un accordo di alleanza. Questo accordo fu confermato dal re Magnus e da Enrico II di Meclemburgo nel 1321. L'accordo con il Meclemburgo fu sancito da un matrimonio tra la sorella di Magnus (Eufemia) e il duca Alberto II di Meclemburgo e dalla promessa di mutuo soccorso nel caso di un attacco da parte della Danimarca. In segreto, si decise anche di attaccare uniti la regione, allora danese, della Scania, assai ricca di miniere d'argento che passerà definitivamente alla Svezia solo nel 1658 con la Pace di Roskilde. L'attacco progettato contro la Scania non fu, almeno in un primo tempo, realizzato e l'accordo mantenne per lungo tempo un carattere solamente di difesa. Ugualmente importante, fu il Trattato di Nöteborg del 1323 con il quale si allentò la tensione con la città russa di Velikij Novgorod a proposito dei confini sul territorio finlandese.

## Regno effettivo di Magnus
Magnus divenne maggiorenne nel 1332 e fu incoronato re a Stoccolma nel 1336.
A quel tempo, la Scania e Blekinge erano possedimenti di Giovanni III di Holstein ma il popolo di queste regioni era assai scontento dell'amministrazione tedesca. Una delegazione della Scania, guidata dal vescovo di Lund Karl Eriksen, si recò a Kalmar nel 1332 e chiese di passare sotto il dominio svedese. A questa delegazione seguirono gli accordi con l'Holstein e si calcolò per il passaggio dei territori alla Svezia un prezzo di 34000 marchi. Subito dopo, a giugno 1332, Magnus partì per la Scania dove fu acclamato re a Lund.
L'inclusione nel regno di questi feudi causò la reazione di Valdemaro IV di Danimarca. All'epoca, la Danimarca stava vivendo un periodo di violenti disordini interni e Valdemaro pensava di recuperare potere estendendo il suo dominio sui territori della Scania. Per Magnus, l'annessione della regione, si rivelò essere un'impresa ben al di là delle sue capacità: il prezzo stabilito era infatti una somma elevatissima per quel tempo e così si trovò costretto a chiedere soldi in prestito alla chiesa di Svezia e ai nobili per comprare i feudi. Questi ovviamente se ne risentirono fomentando il malcontento.
Nel 1326 Magnus possedeva il Castello di Kalmar e la contea di Kalmar, l'intero Östergötland, Gästrikland, Fjärdhundraland, Dalarna, Närke e il Värmland, tuttavia non riusciva a ottenere i proventi e le tasse di questi suoi feudi a causa della tremenda crisi finanziaria. La crisi imperversava in quasi tutta Europa e durerà ancora molti anni segnando così uno dei secoli più bui della storia. Il re continuò ad esigere ancora altre tasse e tra queste anche tributi dai pescatori della Scania oltre a grandi richieste ai villaggi di minatori di Bergslagen.
Nel 1350 tentò di riempire le casse dello stato con un editto, nel quale limitava la possibilità di commerciare delle città che non pagavano tributi, rafforzando invece quelle da cui poteva esigere tasse.
Il rifiuto di Valdemaro di riconoscere l'appartenenza della Scania a Magnus e la risposta evasiva del Papa alle richieste di sostegno, portarono Magnus a intraprendere una guerra contro la Danimarca rivendicando quei feudi nel territorio danese che erano appartenuti alla madre. Un primo trattato di Pace c'era stato nel 1343 a Varberg quando Magnus aveva formalmente rinunciato ad ogni pretesa sui territori di Scania e Olanda. 
La crisi finanziaria nel regno, causata dal continuo esigere tasse da parte di Magnus, portò a una spaccatura tra re e aristocrazia come mai era accaduto nella storia della Svezia fino a quel tempo. Magnus dal canto suo criticò duramente la precedente reggenza che aveva, a suo parere, amministrato tanto male l'economia del regno da non lasciargli quasi nessuna risorsa monetaria quand'egli era salito al trono. Le finanze reali, in effetti, si erano parecchio ridotte da quando con l'Ordinanza di Alsnö di Magnus Ladulas, la nobiltà si era esentata dalle tasse e possedeva ora i territori che prima contribuivano in maniera ingente all'erario. Un altro motivo di rancore per la nobiltà nei confronti di Magnus fu la scelta di quest'ultimo nel 1343-1344 di nominare il suo primogenito Erik come erede al trono di Svezia e il più giovane (Håkan) come erede di Norvegia. Va ricordato, infatti, che a quel tempo almeno formalmente la monarchia era elettiva attraverso la procedura tradizionale alle Pietre di Mora anche se poi accadeva che una famiglia rimanesse al potere per generazioni.
Le tensioni arrivarono a un punto tale che alla fine della prima metà del XIV secolo, Magnus fu costretto a recuperare i rapporti con l'aristocrazia. Con una lettera del 1346 che fece il giro dei feudi svedesi, il re spiegava i motivi per i quali aveva imposto le nuove tasse. Assicurava, inoltre, che quelle nuove imposte sarebbero state richieste d'ora in poi solo se si fossero verificati speciali occasioni o necessità e comunque dopo l'approvazione degli uomini più importanti del regno. Un mese dopo Magnus e sua moglie Bianca fecero una ingente donazione a Santa Brigida per l'erezione di un nuovo monastero a Vadstena.

### Prima crociata russa
Nella primavera del 1348 Magnus mandò un emissario presso il Veče di Novgorod imponendo che si convertissero al cattolicesimo dietro minaccia di invasione. La risposta fu breve e concisa: Se Magnus voleva discutere di fede, che intraprendesse allora un viaggio per Costantinopoli, la città da cui la fede di Novgorod proveniva.
Appena ricevuta la risposta di Novgorod, Magnus si preparò a marciare su questa. Il 24 giugno la prima città russa, Šlissel'burg, è assediata dagli svedesi e gli abitanti battezzati con la forza. Chi si rifiutò venne decapitato o picchiato a morte. La nobiltà di Šlissel'burg si sottrasse dal battesimo e dal taglio della barba solo pagando grosse tangenti. 
Il 6 agosto successivo il re e le truppe della crociata fecero ritorno in patria dopo aver lasciato una guarnigione minore di soldati nelle mura di Šlissel'burg. A quel punto, nel tardo inverno del 1349, Novgorod assaltò e occupo la città rimasta scarsamente protetta. I soldati svedesi che presidiavano la città morirono o furono imprigionati e ai cittadini fu restituita la libertà.

### Seconda crociata russa
In Svezia imperversava a quel tempo la peste. Si ritenne che Dio fosse irato per qualche motivo. Il re, allora, ordinò al popolo di recarsi a piedi scalzi in chiesa ogni venerdi con un penning per finanziare la nuova crociata contro Novgorod. Con trattative e minacce, Magnus cercò di ottenere dalla lega anseatica un appoggio per boicottare Novgorod diminuendo i traffici con questa città e incrementando quelli con le città svedesi di Visby e Livland.Di conseguenza nel 1350 Magnus riuscì ancora una volta a sottomettere Šlissel'burg. Come l'altra volta, fece ribattezzare con la forza gli abitanti e lasciò lì un gruppo di soldati che ancora una volta, puntualmente, furono uccisi e la città recuperata. Magnus e i comandanti dell'esercito rientrarono in patria.

## Rivolte contro Magnus

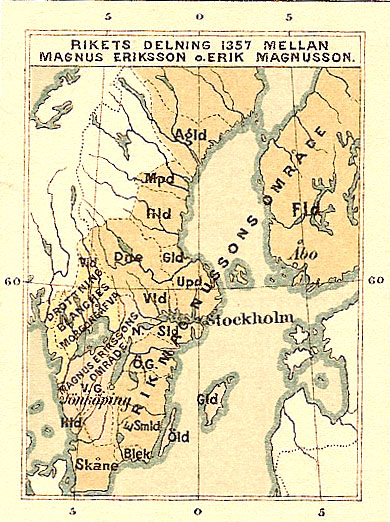
Mappa della divisione del regno del 1357

Nel 1351 Magnus aveva dovuto chiedere in prestito quei soldi che aveva raccolto in Svezia per la crociata. Non essendo riuscito a ripagare il debito entro il termine, lui e il suo seguito erano sotto costante pericolo di scomunica. Il malcontento aumentò quando Bengt Algotsson venne nominato duca di Finlandia e nel 1356 portò all'insurrezione guidata dal figlio maggiore di Magnus (Erik) e da molti uomini del Consiglio. L'anno seguente, il duca di Finlandia fu costretto a scappare fuori dal regno e Magnus dovette cedere una consistente parte dei territori al figlio Erik. La discordia tra padre e figlio portò Magnus a rivolgersi al re Valdemaro di Danimarca chiedendo un supporto con un trattato firmato nel 1359. Lo stesso anno, tuttavia, Erik morì improvvisamente a giugno e Magnus tornò ad essere sovrano unico di tutta la Svezia. Valdemaro di Danimarca si sentì raggirato da Magnus e organizzò una campagna vittoriosa contro la Scania. Molto probabilmente, chiave del suo successo fu la delazione di Alberto II di Meclenburgo a seguito della quale nel 1360, Valdemaro occupò il castello di Helsingborg. In breve tempo, riuscì anche ad occupare il resto della Scania.
Nel 1361 furono conquistati dalla Danimarca l'Öland, il castello di Borgholm e Visby. Nel frattempo, Magnus aveva inviato molti dei suoi emissari in Germania per concludere un accordo con le città anseatiche contro Valdemaro. Uno di questi accordi fu stipulato a settembre del 1361 a Greifswald ma le condizioni per la Svezia erano sconvenienti. Per questo Magnus non ratificò l'accordo, inoltre, nacquero dissidi anche con l'altro figlio (Håkan Magnusson) che nel 1361 fece imprigionare il padre. L'anno successivo Håkan assunse formalmente anche il titolo di re di Svezia. Poco dopo, però padre e figlio raggiunsero un accordo e Magnus tornò a governare la Svezia pur affiancato dal figlio. Intanto la guerra contro la Danimarca non portò a nessun risultato e sempre nel 1362 iniziarono gli accordi di pace.
In inverno, tuttavia, Håkan cambiò la sua politica estera a favore di Valdemaro sposandone la figlia Margareta (1363) nella speranza di vedersi assegnata in dote la Scania. Questo matrimonio ruppe i rapporti con l'Holstein, avendo Valdemaro già promesso di sposare Elisabetta di Holstein. 
Allo stesso tempo, molti dei più influenti uomini del regno svedese lasciarono il paese chiedendo a Alberto II di Meclenburgo che suo figlio Alberto il giovane diventasse re di Svezia. A novembre del 1363 questi arrivò in Svezia e a febbraio del 1364 fu eletto re alle Pietre di Mora. Magnus Eriksson e suo figlio Håkan non poterono nulla contro la rivolta in atto e già a luglio del 1364 essi avevano perso i territori di Västergötland, Värmland e Dalsland. Tentarono inutilmente di recuperare i feudi persi ma furono sconfitti nel 1365 durante la battaglia di Gataskogen vicino Enköping durante la quale Magnus fu catturato e imprigionato. Rimase prigioniero sino al 1371, anno in cui ottenne il privilegio di poter essere liberato dietro pagamento di una forte somma di denaro.

## Ultimi anni
Dopo il suo rilascio, Magnus trascorse moltissimo tempo presso il figlio Håkan e la moglie in Norvegia. Nell'anno 1372 viaggiò in lungo e largo per il regno presiedendo i consigli ed elargendo ricche donazioni. Tornò anche a regnare per un breve periodo sull'Islanda, Sarpsborg, Tønsberg e sulla contea di Bohuslän. Nel tardo autunno del 1374 si trovava a Bergen dove aveva chiesto in prestito la nave "Mariabollen" dal vescovo islandese Jon skalli Eiriksson di Hólar. Probabilmente, l'intento di Magnus era di recarsi a Tønsberg per Natale. Il 1º dicembre ebbe luogo un incidente vicino Lyngholmen ai fiordi di Bömmelfjorden: durante una tempesta, Magnus cadde in mare. Pur essendo stato salvato dalle acque dai suoi servi, Magnus morì poco dopo insieme ad altri 25 uomini capitati con lui nella tempesta..
Le fonti russe riportano diversamente l'accaduto: Magnus si sarebbe convertito alla fede ortodossa in punto di morte e avrebbe passato gli ultimi anni della sua esistenza nel monastero di Valaam presso Lago Ladoga. Questa versione è riportata dallo scoliasta Grigorij. Re Magnus, secondo questa versione, doveva essere di ritorno da una sfortunata spedizione contro Novgorod ed essersi imbattuto in una tempesta in mare aperto. Sarebbe stato però salvato da un monaco russo e portato su un'isola. Sempre secondo questa versione, Magnus grato ai monaci per averlo salvato si sarebbe fatto monaco e sarebbe morto il 3 dicembre 1371 nel monastero.

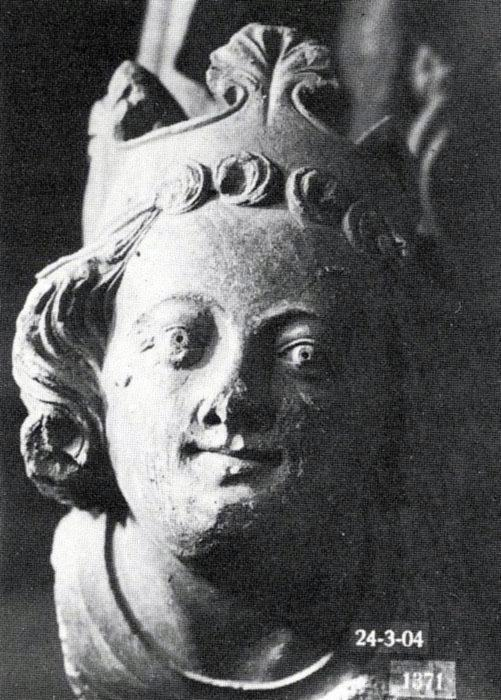

## Giudizio di S.Brigida
L'immagine ultraterrena di Magnus e di sua moglie Bianca è stata segnata per lungo tempo dal giudizio di Brigida di Svezia esposto nelle Rivelazioni e nel libriccino "Libellus de Magno Erici rege" basato sul primo. Santa Brigida lo dipinge come un dissoluto e immorale che guidò il regno alla stregua di un tiranno. Il pamphlet accusa Magnus di aver addirittura incoraggiato Valdemaro a conquistare i territori svedesi della Scania e del Gotland. Ed in entrambi è stato dipinto come una persona con "perverse relazioni omosessuali" e bollato con il nomignolo di "Magnus Smek" (svedese: Magnus carezza). Le Rimkrönikan deridono Magnus dicendo: 
ok syndade moot rätta Natuur.»
(Rimkrönikan)

## Ascendenza
|                      |                       |                       | Genitori             |  |  | Nonni |  |  | Bisnonni         |  |  | Trisnonni         |  |
|                      |                       |                       |                      |  |  |       |  |  | Birger Magnusson |  |  | Magnus Minnesköld |  |
|                      |                       |                       |                      |  |  |       |  |  | Birger Magnusson |  |  | Magnus Minnesköld |  |
|                      |                       | Ingrid Ylva           |                      |  |  |       |  |  | Birger Magnusson |  |  |                   |  |
| Magnus III di Svezia |                       |                       |                      |  |  |       |  |  | Birger Magnusson |  |  |                   |  |
|                      |                       | Ingeborg Eriksdotter  | …                    |  |  |       |  |  |                  |  |  |                   |  |
|                      |                       | Ingeborg Eriksdotter  | …                    |  |  |       |  |  |                  |  |  |                   |  |
|                      |                       | Ingeborg Eriksdotter  | …                    |  |  |       |  |  |                  |  |  |                   |  |
| Erik Magnusson       |                       | Ingeborg Eriksdotter  |                      |  |  |       |  |  |                  |  |  |                   |  |
|                      |                       | Gerhard I di Holstein | …                    |  |  |       |  |  |                  |  |  |                   |  |
|                      |                       | Gerhard I di Holstein | …                    |  |  |       |  |  |                  |  |  |                   |  |
|                      |                       | Gerhard I di Holstein | …                    |  |  |       |  |  |                  |  |  |                   |  |
| Helvig di Holstein   |                       | Gerhard I di Holstein |                      |  |  |       |  |  |                  |  |  |                   |  |
|                      |                       | …                     | …                    |  |  |       |  |  |                  |  |  |                   |  |
|                      |                       | …                     | …                    |  |  |       |  |  |                  |  |  |                   |  |
|                      |                       | …                     | …                    |  |  |       |  |  |                  |  |  |                   |  |
| Magnus IV di Svezia  |                       | …                     |                      |  |  |       |  |  |                  |  |  |                   |  |
|                      | Magnus VI di Norvegia | Haakon IV di Norvegia |                      |  |  |       |  |  |                  |  |  |                   |  |
|                      | Magnus VI di Norvegia | Haakon IV di Norvegia |                      |  |  |       |  |  |                  |  |  |                   |  |
|                      | Magnus VI di Norvegia | Margrét Skúladóttir   |                      |  |  |       |  |  |                  |  |  |                   |  |
| Haakon V di Norvegia | Magnus VI di Norvegia |                       |                      |  |  |       |  |  |                  |  |  |                   |  |
|                      |                       | Ingeborg di Danimarca | Eric IV di Danimarca |  |  |       |  |  |                  |  |  |                   |  |
|                      |                       | Ingeborg di Danimarca | Eric IV di Danimarca |  |  |       |  |  |                  |  |  |                   |  |
|                      |                       | Ingeborg di Danimarca | Jutta di Sassonia    |  |  |       |  |  |                  |  |  |                   |  |
| Ingeborg di Norvegia |                       | Ingeborg di Danimarca |                      |  |  |       |  |  |                  |  |  |                   |  |
|                      |                       | …                     | …                    |  |  |       |  |  |                  |  |  |                   |  |
|                      |                       | …                     | …                    |  |  |       |  |  |                  |  |  |                   |  |
|                      |                       | …                     | …                    |  |  |       |  |  |                  |  |  |                   |  |
| Eufemia di Rugia     |                       | …                     |                      |  |  |       |  |  |                  |  |  |                   |  |
|                      |                       | …                     | …                    |  |  |       |  |  |                  |  |  |                   |  |
|                      |                       | …                     | …                    |  |  |       |  |  |                  |  |  |                   |  |
|                      |                       | …                     | …                    |  |  |       |  |  |                  |  |  |                   |  |
|                      |                       | …                     |                      |  |  |       |  |  |                  |  |  |                   |  |